# Sageraea laurina
Sageraea laurina là một loài thực vật thuộc họ Annonaceae. Đây là loài đặc hữu của Ấn Độ (Tamil Nadu, Kerala, Karnataka).